# Батошевски манастир „Въведение Богородично“
Вижте пояснителната страница за други значения на Батошевски манастир.
Батошевският манастир „Въведение Богородично“ е действащ женски православен манастир в България.

## Местонахождение
Намира се в село Батошево, на 16 km от Севлиево и на 26 km от Габрово.

## История
Манастирът е основан през 1872 г. от Миню Попкоев, като семеен манастир.
Понастоящем игуменка Анисия успява да събере средства, с които обновява манастира. Ремонтирани са покрива на двуетажната жилищна сграда, стаите за гости, оградата и входната врата. Издигнати са още нова чешма, нова ламаринена камбанария и е изработен нов иконостас.

## Архитектура
Манастирът представлява комплекс от църква, построена през 1905 г., жилищни и стопански сгради. В църквата има икони на Станислав Доспевски.